# Odawara Arena
Le Odawara Arena (小田原アリーナ) est une salle multi-sport située à Odawara dans la Préfecture de Kanagawa au Japon. Elle est la salle du club de Futsal de Hiratsuka, le Shonan Bellmare FC évoluant en F.League .

## Principaux équipements

### Arène principale
La taille de l'arène est de 85 mètres sur 40. L'Odawara Arena est  un complexe polyvalent puisqu'il permet de pratiquer du Basket-ball, du badminton, du volley-ball, du tennis de table et bien sûr du futsal.

### Arène secondaire
Dans la seconde salle du complexe, on peut pratiquer du Basket-Ball, du tennis de table ainsi que du Badminton. 

### Autres équipements
Le complexe dispose d'une salle de fitness, d'un studio, d'un sauna, de plusieurs salles permettant de faire des réunions ou des conférences et d'une garderie pour enfants,.